# Eugen Hemberg
Eugen Peter Alexander Hemberg (* 9. November 1845 in Ystad, Provinz Schonen; † 14. März 1946 in Växjö, Kronobergs län) war ein schwedischer Forstmann sowie Schriftsteller.

## Leben

### Familie und Ausbildung
Der gebürtige Ystader Eugen Hemberg, Spross einer vermögenden Familie, Sohn des Gutsbesitzers Fritz Eugen Hemberg (1812–1891) und dessen Ehefrau Clara Wilhelmina geborene Åkerblom (1826–1920) wandte sich nach seinem Pflichtschulabschluss dem Studium der Forstwirtschaft am  Skogsinstitutet in Stockholm, 1977 eingegliedert in die Sveriges lantbruksuniversitet mit Hauptsitz in Uppsala, zu, welches er 1869 abschloss. In der Folge führten ihn regelmäßig Studienreisen nach Russland, Finnland, Polen, Norddeutschland sowie ins Riesengebirge.
Hemberg heiratete am 10. Oktober 1880 in erster Ehe seine Cousine zweiten Grades Agnes Mathilda (1856–1902), Tochter des Konsuls John Robert Lundgren. Nach dem Tod der ersten Frau war er in zweiter Ehe mit Elma Hemberg verheiratet. Aus der ersten Ehe entstammten die Söhne Robert, Jarl und Arnulf. Aus der zweiten Ehe entstammte die Tochter Edit. Eugen Hemberg verstarb im Frühjahr 1946 vier Monate nach Vollendung seines 100. Lebensjahres in Växjö.

### Beruflicher Werdegang
Nach ersten beruflichen Einsätzen in Arljeplog sowie in Kalix fand er in den Jahren 1874 bis 1878 forstwirtschaftliche Verwendung in Russland und Polen. Nach anschließenden Studienreisen bekleidete Eugen Hemberg nach seiner Rückkehr nach Schweden Försterstellen in Västergötland, Halland sowie in Kristianstads län. Nachdem ihn in den Jahren 1898 und 1899 ein weiteres Auslandsengagement nach Russland geführt hatte, war der 1899 zum Statens skogsingenjör Beförderte in Kronobergs län, seit 1904 im Rang eines Länsjägmästare, entspricht dem obersten Förster, eingesetzt. 1920 erfolgte seine feierliche Verabschiedung in den Ruhestand.
Der Natur- und Jagdliebhaber Eugen Hemberg, der 1881 spontan von König Oskar I. in den Konungens jaktklubb, d. h. Königlicher Jagdklub, aufgenommen wurde, trat im Besonderen mit  schriftstellerischen Werken aus diesen Themenbereichen hervor.

## Publikationen (schwedisch)
- Jakt- och Turistskildringar från Tsarernas land, Stockholm, 1896
- På obanade stigar : jaktskizzer, sagor och noveller från Lappland, Bonnier, Stockholm, 1896
- Skandinaviska däggdjurs trampaulor. Monografisk studie, Stockholm, 1897
- Från Kola och Ural. Vildmarksbilder, Stockholm, 1902
- Stenåldershorden : De första människorna på Sveriges jord. av Eug[en] Hemberg, C. E. Fritze, Stockholm, 1923
- Varjagerna : en skildring från hedenhös, C. E. Fritze, Stockholm, 1924
- En nittioårings minnen : vandringar i kulturens och naturens tempelhallar, Scania, Malmö, 1936